# Гуцулия
Ивано-Франковский национальный академический Гуцульский ансамбль песни и танца «Гуцулия» — украинский профессиональный вокально-хореографический коллектив, созданный в Ивано-Франковске в 1939 году и давший первое выступление в мае 1940 года.

## История
Коллектив основан в 1939 году в Ивано-Франковске (ранее Станиславе) известным украинским композитором Ярославом Барничем .
В мае 1940 году ансамбль показал свою первую программу в Станиславе.
В 1941 году, с началом Великой Отечественной войны, ансамбль прекратил свою деятельность.
В конце лета 1944 года, после освобождения города от фашистских захватчиков, коллектив возобновил деятельность. Возрождение деятельности ансамбля связывают с именами Дмитрия Васильевича Котко (художественный руководитель), Ярослава Чуперчука (балетмейстер), Михаила Магдия (дирижер), Владимира Антоновича (дирижёр), Мирона Юрасика, Остапа Ропьяника, Дмитрия Тисяка, Антона Жовтоноcкого.
Начальный творческий состав коллектива — 50 человек, в том числе смешанный хор, танцевальная группа, оркестр народного типа.
На долгие годы костяком коллектива становятся Василий Гаврилюк, Василий Мельник, Нестор Костецкий, Остап Ропяник, Владимир Андреев, Анна Попова, Павел Барчук, Иван Долинский, Владимир Петрик, Василиса Чуперчук, Василий Дрекало.
В 1956—1970 годах на новый качественный уровень ансамбль вывел Михаил Гринишин.
С начала 1980-х годов художественным руководителем ансамбля является народный артист Украины, профессор Пётр Князевич.

## Репертуар
Ансамбль собирает, художественно обрабатывает и пропагандирует гуцульское народное творчество, создаёт новые песни, танцы и театрализованные вокально-хореографические картины из жизни Гуцульщины. В репертуаре ансамбля есть также произведения украинской, русской и зарубежной классики.

## Гастроли
Гуцульский ансамбль песни и танца за период своего существования провёл более 10 000 концертов в разных странах мира: Англии, Германии, Румынии, Польши, Венгрии, Италии, Канаде.

## Награды
Коллектив является лауреатом многих международных конкурсов:
• Международный смотр-конкурс художественных коллективов в Санкт-Петербурге.
• Международный фестиваль в Румынии.
• Международный фестиваль народного творчества в Венгрии.
• V Международный фестиваль в Фивициане (Италия, 2002).
• Международный фестиваль украинской культуры в Сопоте (Польша, 2003—2004).
• На Всеукраинском конкурсе хореографических профессиональных коллективов им. П.Вирского (2010.) Ансамбль был признан одним из лучших коллективов Украины.
С особым успехом большие сольные программы ансамбль отработал в Польше (2011) По случаю дней культуры Украины в Польше: Министерство культуры Польши пригласило Гуцульский ансамбль выступить в зале Варшавской филармонии.
Указом Президента Украины от 9.12.2009 г. № 1023/2009 коллектива присвоен статус Национального, и в соответствии с этим — статус отдельного юридического лица.